# McDonnell F3H Demon
Chiếc McDonnell F3H Demon là một kiểu Máy bay tiêm kích phản lực hoạt động trên tàu sân bay của Hải quân Hoa Kỳ. Là kiểu máy bay tiếp nối chiếc F2H Banshee, sau những sự cố ban đầu, nó đã phục vụ cho Hải quân Mỹ từ năm 1956 đến năm 1964.

## Thiết kế và phát triển
Công việc phát triển được bắt đầu từ năm 1949. Chiếc máy bay được thiết kế chung quanh một động cơ Westinghouse J40 duy nhất, có lực đẩy trên 11.000 lbf (49 kN) - ba lần lớn hơn những động cơ của chiếc Banshee. Đây là kiểu thiết kế cánh xuôi đầu tiên được sản xuất bởi McDonnell và là một trong những máy bay chiến đấu đầu tiên của Hoa Kỳ được vũ trang bằng tên lửa.
Chiếc nguyên mẫu bay chuyến bay đầu tiên vào ngày 7 tháng 8 năm 1951 do phi công thử nghiệm Robert Edholm điều khiển, và các cuộc bay thử nghiệm phiên bản sản xuất được thực hiện trong tháng 1 năm 1953. Động cơ quả là một thất vọng lớn, chỉ cung cấp được một nửa lực đẩy được trông đợi. Tệ hơn nữa, nó lại tỏ ra thất thường và không tin cậy. Trong số 35 chiếc máy bay F3H-1N sử dụng động cơ J40, tám chiếc đã gặp các tai nạn nghiêm trọng. Những máy bay trang bị động cơ J40 phải ngừng bay và tìm kiếm một kiểu động cơ mới. Phiên bản trinh sát hình ảnh được đề nghị F3H-1P không bao giờ được chế tạo.
Giải pháp tương tự thay thế tốt nhất là kiểu động cơ Allison J71 cũng được trang bị cho máy bay ném bom B-66 Destroyer. Những chiếc F3H sau đó gắn loại động cơ này được đặt tên là F3H-2N. Việc sử dụng kiểu động cơ này đòi hỏi cánh phải được mở rộng và thiết kế lại khung thân. Trong phục vụ, kiểu J71 cũng có vấn đề, cung cấp không đủ động lực cho một chiếc máy bay cỡ Demon. Động cơ cũng thường bị tắt lửa và đứng quạt nén. Chiếc Demon đầu tiên gắn động cơ J71 bay chuyến bay đầu tiên vào tháng 10 năm 1954. Một vấn đề đáng kể khác là độ tin cậy của ghế phóng: các phiên bản ban đầu được khám phá là không tin cậy và sau đó được thay thế bằng ghế phóng kiểu Martin-Baker sau này trở nên tiêu chuẩn cho Hải quân do tính năng hoạt động tốt ở độ cao thấp và độ tin cậy tốt hơn.
Cho dù có những vấn đề, Hải quân Mỹ vẫn đặt hàng 239 chiếc F3H-2, và chiếc đầu tiên được bố trí là vào tháng 3 năm 1956. Có tổng cộng 519 chiếc Demon được chế tạo cho đến khi việc sản xuất ngừng vào tháng 11 năm 1959. Nó là chiếc máy bay tiêm kích đánh chặn phản lực hoạt động trong mọi thời tiết đầu tiên của Hải quân được trang bị radar (hệ thống radar AN/APG-51 đánh chặn trên không).
Một phiên bản trinh sát hình ảnh, chiếc F3H-2P, được đề nghị nhưng chưa bao giờ được chế tạo.

## Lịch sử hoạt động
Vũ khí trang bị tiêu chuẩn cho chiếc F3H-2N là bốn khẩu pháo Colt Mk 12 20 mm. Trong các năm sau, hai khẩu pháo phía trên được loại bỏ bớt cho nhẹ cân. Các kiểu sau, được đặt tên F3H-2M, được trang bị tên lửa không-đối-không Raytheon AAM-N-2 Sparrow và sau này là Sidewinder. Những chiếc máy bay đưa ra phục vụ được bố trí mang cả hai loại tên lửa, Sparrow trên đế trong và Sidewinder trên đế ngoài cánh. Các khẩu pháo không được sử dụng trong các nhiệm vụ phòng ngự tàu sân bay, nhưng được trang bị khi tình huống đòi hỏi (như trong Sự kiện tên lửa Cuba), và khi máy bay có thể sử dụng chống lại các mục tiêu trên mặt đất.
Demon được giữ lại phục vụ trong các đơn vị trực chiến của Hải quân cho đến năm 1962, khi nó được tiếp nối bởi F-4 Phantom II (là một sự phát triển trên một thiết kế "Super Demon" được đề nghị, một phiên bản F3H to hơn và nặng hơn; khái niệm này sẽ được thấy lại vào thế kỷ 21 với chiếc F/A-18E/F Super Hornet, phiên bản to hơn và nhiều khả năng hơn của chiếc F/A-18 Hornet). Cho dù được phát triển trong giai đoạn Chiến tranh Triều Tiên, nó không tham gia chiến sự ở đây, mặc dù nó đã bay bên trên Liban và Quemoy vào năm 1958.
Theo Hệ thống Định danh máy bay Thống nhất các binh chủng Hoa Kỳ (1962), chiếc F3H được đặt lại tên là F-3. Kiểu F3H-2N trở thành F-3C, trong khi kiểu F3H-2M là MF-3B và kiểu F3H-2 đơn giản là F-3B.
Phi đội cuối cùng còn trang bị Demon, Phi đội VF-161 'Chargers', đổi những chiếc F-3 của họ lấy F-4 Phantom II vào tháng 9 năm 1964.
Nhờ tầm quan sát rất tốt từ buồng lái, chiếc Demon được gọi tên lóng là "The Chair" (cái ghế), phi công lái Demon được gọi cách thông tục là "Demon Drivers" và những người làm việc với nó được gọi là "Demon Doctors".

## Các phiên bản

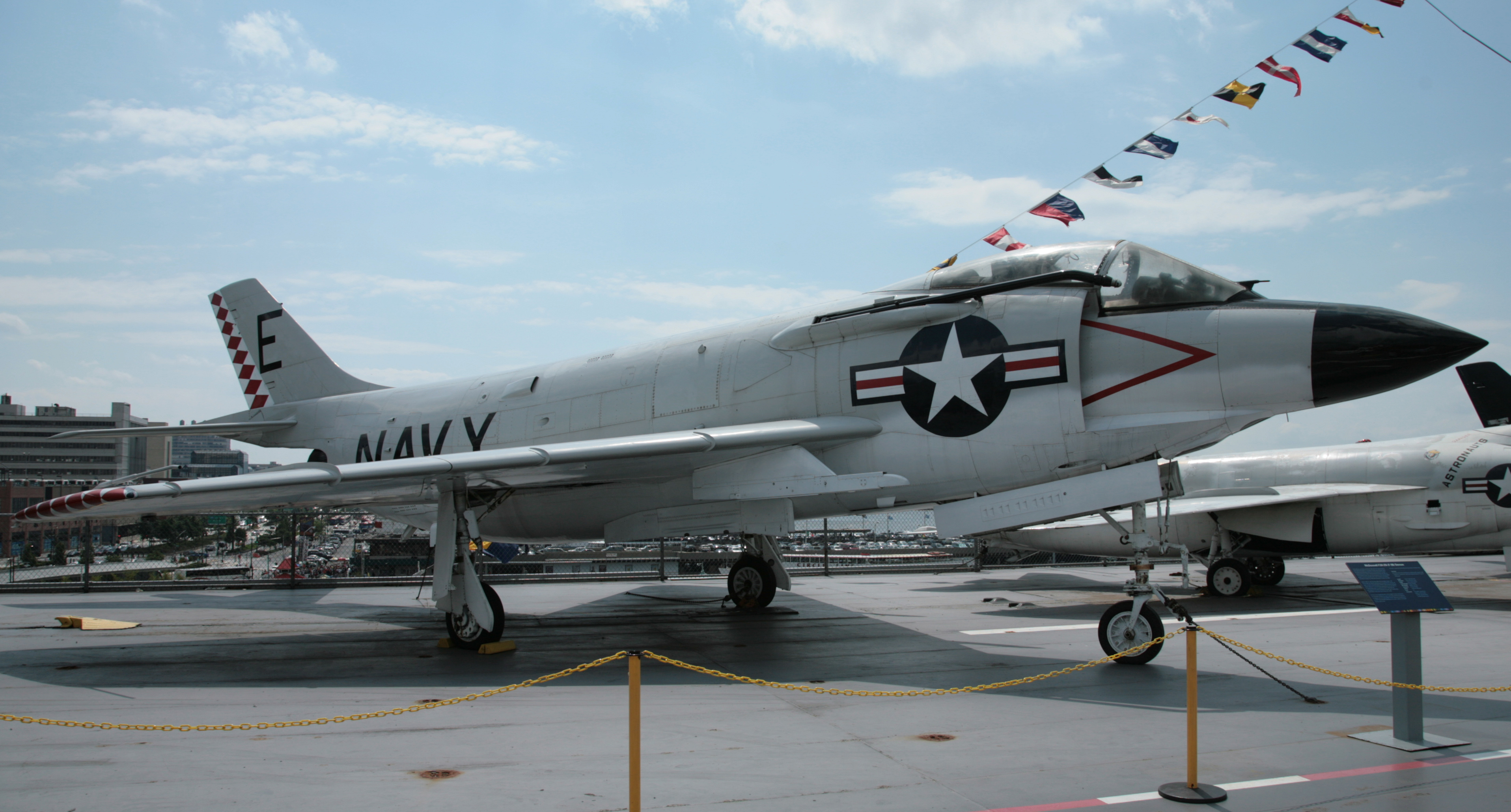
Chiếc F3H-2N (F-3B) Demon trên sàn đáp tàu Bảo tàng Intrepid.

XF3H-1Chiếc nguyên mẫu. Hai chiếc được chế tạo.
F3H-1NPhiên bản máy bay tiêm kích một chỗ ngồi. Đây là kiểu được sản xuất đầu tiên.
F3H-1PPhiên bản trinh sát hình ảnh đề nghị. Không được chế tạo.
F3H-2Phiên bản máy bay tiêm kích một chỗ ngồi. Được đặt tên lại là F-3B vào năm 1962.
F3H-2NPhiên bản máy bay tiêm kích một chỗ ngồi được cải tiến. Được đặt tên lại là F-3C vào năm 1962.
F3H-2MPhiên bản máy bay tiêm kích một chỗ ngồi. Trang bị bốn tên lửa không-đối-không AIM-7. Được đặt tên lại là MF-3B vào năm 1962.
F3H-2PPhiên bản trinh sát hình ảnh đề nghị. Không được chế tạo.
F3H-3Phiên bản đề nghị. Không được chế tạo.

## Các nước sử dụng
Hoa Kỳ
- Hải quân Hoa Kỳ

## Đặc điểm kỹ thuật (F3H-2)

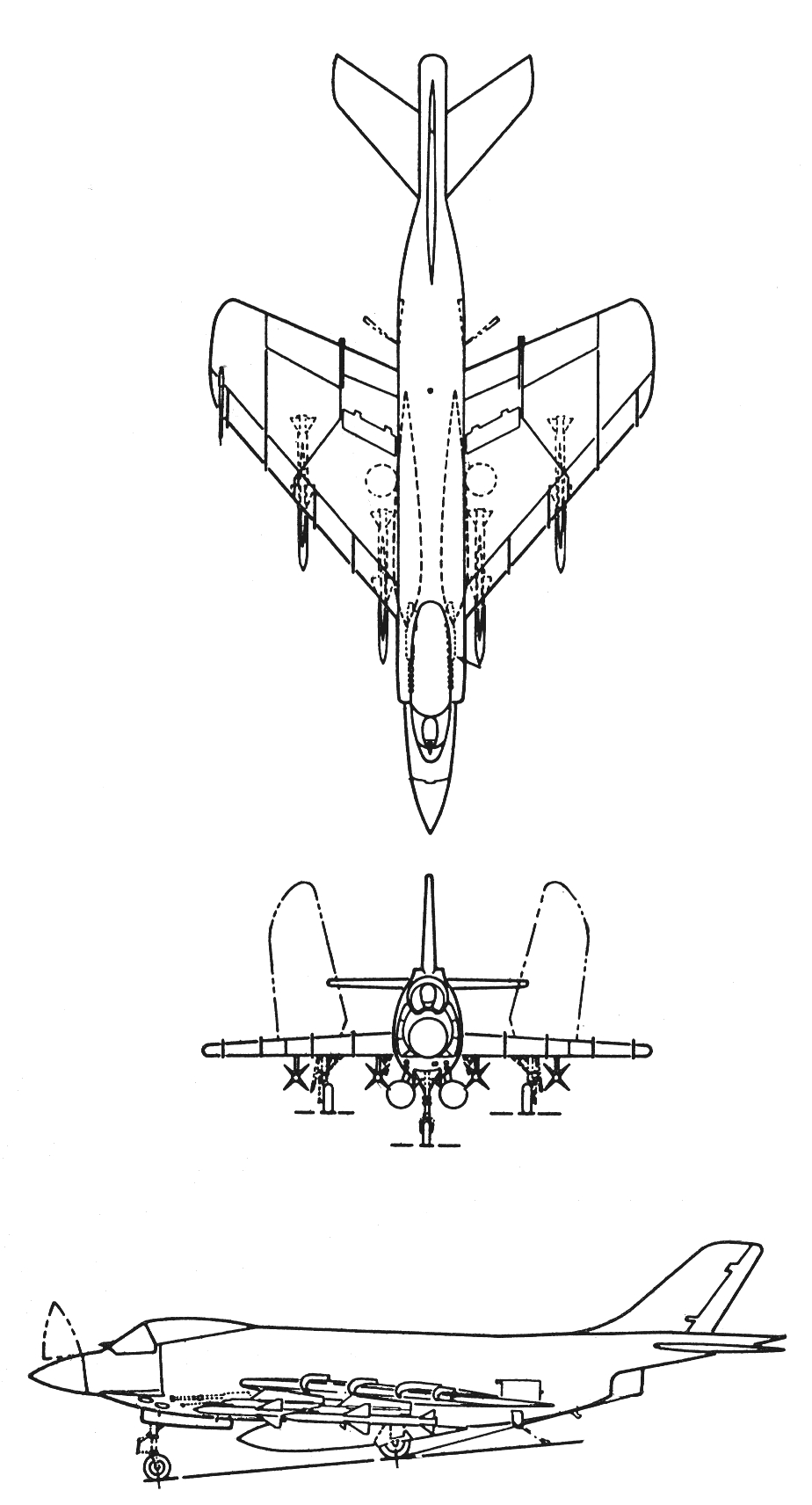
F3H-2M

### Đặc tính chung
- Đội bay: 01 người
- Chiều dài: 17,98 m (59 ft 0 in)
- Sải cánh: 10,77 m (35 ft 4 in)
- Chiều cao: 4,45 m (14 ft 7 in)
- Diện tích bề mặt cánh: 41,1 m² (442 ft²)
- Lực nâng của cánh: 293 kg/m² (60 lb/ft²)
- Trọng lượng không tải: 9.656 kg (21.287 lb)
- Trọng lượng có tải: 14.127 kg (31.145 lb)
- Trọng lượng cất cánh tối đa: 17.700 kg (39.000 lb)
- Động cơ: 1 x động cơ Westinghouse J40-WE-22 turbo phản lực, lực đẩy 14.400 lbf (64 kN)

### Đặc tính bay
- Tốc độ lớn nhất: 1.152 km/h (622 knot, 716 mph)
- Tầm bay tối đa: 2.900 km (1.600 nm, 1.800 mi)
- Trần bay: 13.000 m (42.650 ft)
- Tốc độ lên cao: 72,9 m/s (14.350 ft/min)
- Tỉ lệ lực đẩy/khối lượng: 0,46

### Vũ khí
- 4 × pháo Colt Mk 12 20 mm (0,787 in), 150 viên đạn mỗi khẩu
- 2.720 kg (6.000 lb) bom
- 2 × tên lửa AIM-9 Sidewinder

### Điện tử
- radar AN/APG-51

## Nội dung liên quan

### Máy bay liên quan
- F2H Banshee
- F-4 Phantom II

### Máy bay tương tự
- F-100 Super Sabre

### Trình tự thiết kế
- Trình tự Hải quân (trước năm 1962):
  - FH - F2H - F3H - F4H
- Trình tự thống nhất các binh chủng (sau năm 1962):
  - F-1 - F-2 - F-3 - F-4 - F-5 - F-6

### Danh sách liên quan
- Danh sách máy bay chiến đấu
- Danh sách máy bay quân sự Hoa Kỳ